# كيلي جيبسون
كيلي جيبسون (بالإنجليزية: Kelly Gibson)‏ هو لاعب غولف أمريكي، ولد في 2 مايو 1964 في نيو أورلينز في الولايات المتحدة.

## وصلات خارجية
- كيلي جيبسون على موقع رابطة لاعبي الغولف المحترفين (الإنجليزية)
- كيلي جيبسون على موقع التصنيف العالمي الرسمي للغولف (الإنجليزية)